# Giprus arenarius
Giprus arenarius är en insektsart som beskrevs av Sawbridge 1975. Giprus arenarius ingår i släktet Giprus och familjen dvärgstritar. Inga underarter finns listade i Catalogue of Life.